# Сквер Павших коммунаров
Сквер Павших коммунаров — один из самых старых скверов в Донецке.

## Свято-Преображенский собор
Свято-Преображенский кафедральный собор — кафедральный православный храм в Донецке в честь Преображения Господня.
Каменное строительство начато в Юзовке осенью 1883 года на месте деревянного храма. 2 ноября 1886 года состоялось освящение. Церковное братство Спасо-Преображенской церкви в 1896 году основало Братскую школу в Юзовке.
11 декабря 1930 года Свято-Преображенский собор потерял колокола, а позже была разрушена колокольня. А в 1931 году собор был взорван якобы для произведения стройматериалов. 18 октября 1931 заместитель председателя Сталинского горисполкома написал такой документ: «Отзыв. Выдан взрывному технику Всеукраинского отделения Взрывоенпрома тов. Кондратьеву Я. И. в том, что порученные ему взрывные работы по взрыву собора г. Сталино производились им технически грамотно и вполне хорошо, результатом чего получено до 80 % годного стройматериала».
- Спасо-Преображенский собор, фото из Государственного архива Донецкой области
- Спасо-Преображенский собор
- На развалинах Спасо-Преображенского собора, фото из Государственного архива Донецкой области

## Памятник Александру II
Памятник Александру II — первый памятник Донецка. Был установлен в 1916 году на рыночной площади около Спасо-Преображенского собора (в настоящее время находится сквер павших коммунаров).
Подготовка к установке памятника началась в 1911 году в рамках празднования пятидесятилетия отмены крепостного права в Российской империи. Было принято решение к этой дате установить памятники Александру II в крупных городах России. 22 ноября 1911 года было получено разрешение выделить часть рыночной площади под установку памятника. В январе 1912 года Николай Николаевич Гаврилов и Николай Гаврилович Есипов выступили с проектом установки памятника в Юзовке. Автором проекта был Николай Николаевич Гаврилов. 12 декабря 1913 года была произведена художественная экспертиза проекта в Академии художеств. Экспертами выступили Л. Бенуа, Чижов и Котов. Спустя две недели эксперты дали ответ, в котором допускали памятник к установке, хотя отмечали невысокие художественные достоинства постамента. Постамент памятника был высотой 5,8 метра и был выполнен из песчаника. Статуя Александра II была высотой 2,2 метра и была выполнена из цинка.
Работы по установке памятника начались весной 1916 года. Руководство работами по установке памятника осуществлялось Департаментом общих дел Министерства внутренних дел. В июле 1916 года, за несколько дней до открытия памятник рухнул. В статье Виктора Васильевича Шутова «Несостоявшийся праздник», которая была напечатана в 1987 году в газете «Вечерний Донецк» указывается, что памятник взорвали большевики-подпольщики. Взрыв памятника также упоминается в романе Григория Володина «Дикое поле» (памятник там назван памятником Александру III, и его по сюжету подорвали анархисты).

Высокий плотно сбитый забор, загораживающий сооружаемый памятник Александру Третьему, был разметан. Взрыв разорвал массивную фигуру царя, остатки его ног и рук валялись там и тут, крупная голова зависла на высоком столбе, и глазами, большими, выпуклыми, казалось, с ненавистью оглядывала все вокруг.
— Володин Г. Г. Дикое поле. — Донецк: «Донбасс», 1982. — С. 55. — 15 000 экз.
Валерий Петрович Стёпкин в своей книге «Иллюстрированная история Юзовки-Сталино-Донецка» ставит под сомнение версию со взрывом. Он отмечает, что не обнаружил в архивах донесений полиции о взрыве. Он также приводит две свои версии о случившемся. По одной из них разрушение произошло из-за внутреннего напряжения металла, так как цинк не подходит для создания памятников, а памятник был выполнен из цинка. По второй версии, под основанием памятником была заброшенная шахта и, вследствие этого, он осел и разрушился.

## Группа могил борцов за Советскую власть
Группа могил борцов за Советскую власть — мемориальный комплекс в Ворошиловском районе Донецка.
Установлен на месте крупнейшего в Донецке захоронения участников Октябрьской революции 1917 года и гражданской войны в России. Здесь похоронено 26 человек в 1 братской и 4 одиночных могилах.
В 1957 году рядом с группой могил был установлен обелиск из серого полированного гранита на котором написано «Борцам за советскую власть». У подножия обелиска вырезанная в граните пятиконечная звезда и вечный огонь. Авторы обелиска: архитекторы — Е. А. Равин и Н. В. Куликов.
С обеих сторон обелиска расположены гранитные плиты с надписями.
С левой стороны расположены 4 плиты:
|  | В борьбе за установление Советской власти в Донбассе погибли в январе-феврале 1921 года Чикирисов Ф. З. Каменов Г. П. Коваль А. А. Рыжкевич Л. Л. |

|  | В борьбе за Советскую власть в марте 1921 года погибли бойцы продотряда Иванов И. Баранников И. Зубков В. Кондрашев И. Григорьев А. Савельев М. Воробьев Ф. Степанищев И. Кучук Г. Челпанов М. Ермаков И. Кузькин И. Гореславский Н. Сейдель Г. Мироненко Ф. Тургененко А. Синь-Цум Ревякин П. Вислобоков А. |
|  | Здесь похоронен коммунар Лагутенко Иван Петрович зверски убитый бандитами 22 сентября 1921 года |
|  | Здесь похоронен член КПСС с 1903 года товарищ Славин Арон Исаакович зверски убитый бандитами в мае 1922 года |

С правой стороны монумента расположены 2 плиты:
|  | В борьбе за установление Советской власти в Донбассе в 1919—1921 гг. погибли: Ходаковский М. Ю. Лобутенко С. К. Мощев Г. А. Кучуков С. И. Петрович И. П. Степаненко П. М. Иглин Ф. Ф. |
|  | Здесь похоронены 13 красногвардейцев и 4 партизана погибшие в боях за Советскую власть с Белобандитами в 1918—1919 гг.                                                                |

Вокруг мемориального комплекса разбит сквер, который носит имя Павших Коммунаров. Так же назван проспект, который начинается у сквера.
Кроме того в честь коммунаров названы некоторые улицы Донецка: Баранникова, Коваля, Лобутенко, Ревякина, Савельева, Славина, Степаненко, Челпанова и проспект Лагутенко.
В октябре 2008 года памятник были осквернён украинскими националистами, которые нарисовали на нём свастику. Также в это время был осквернён памятник Артёму.
В 2010 году у подножия памятника после перерыва был вновь зажжён вечный огонь.